# 徐海道署
徐海道署又称道台衙门，位于中国江苏省徐州市泉山区文亭街东端，为明清徐州地区至民国徐海道的最高行政机关，民国以后亦作为高级军事机关驻地，始建于明洪武十一年（1378），原为东察院，正德六年（1511）改为道署，清乾隆八年（1743）扩建。
原建筑分东中西三路，中路自南至北依次为照壁、大门、大堂、二堂、三堂和后楼，左右配以厢房，现仅存照壁（为一字型，位于街南）、大堂五间（一说为二堂）、大堂东耳房三间和西式洋楼，建筑均已年久失修，其中大堂正面檐柱位置已被水泥墙封堵，斗栱、彩画多半不存，西侧梁架结构裸露于外（其梁架采用双木成梁法，檐部四角采用龙头木支撑，较为罕见），原歇山式屋顶被改为硬山，其上绿琉璃瓦件、脊兽等也均已无存。